# トルナヴァ駅
トルナヴァ駅（トルナヴァえき）はスロバキア共和国トルナヴァ県トルナヴァ郡トルナヴァ町にある、スロバキア国鉄ブラチスラヴァ - ジリナ線(120号線)の駅である。

## 歴史
1846年開業。

## 駅構造

### ホーム[1]

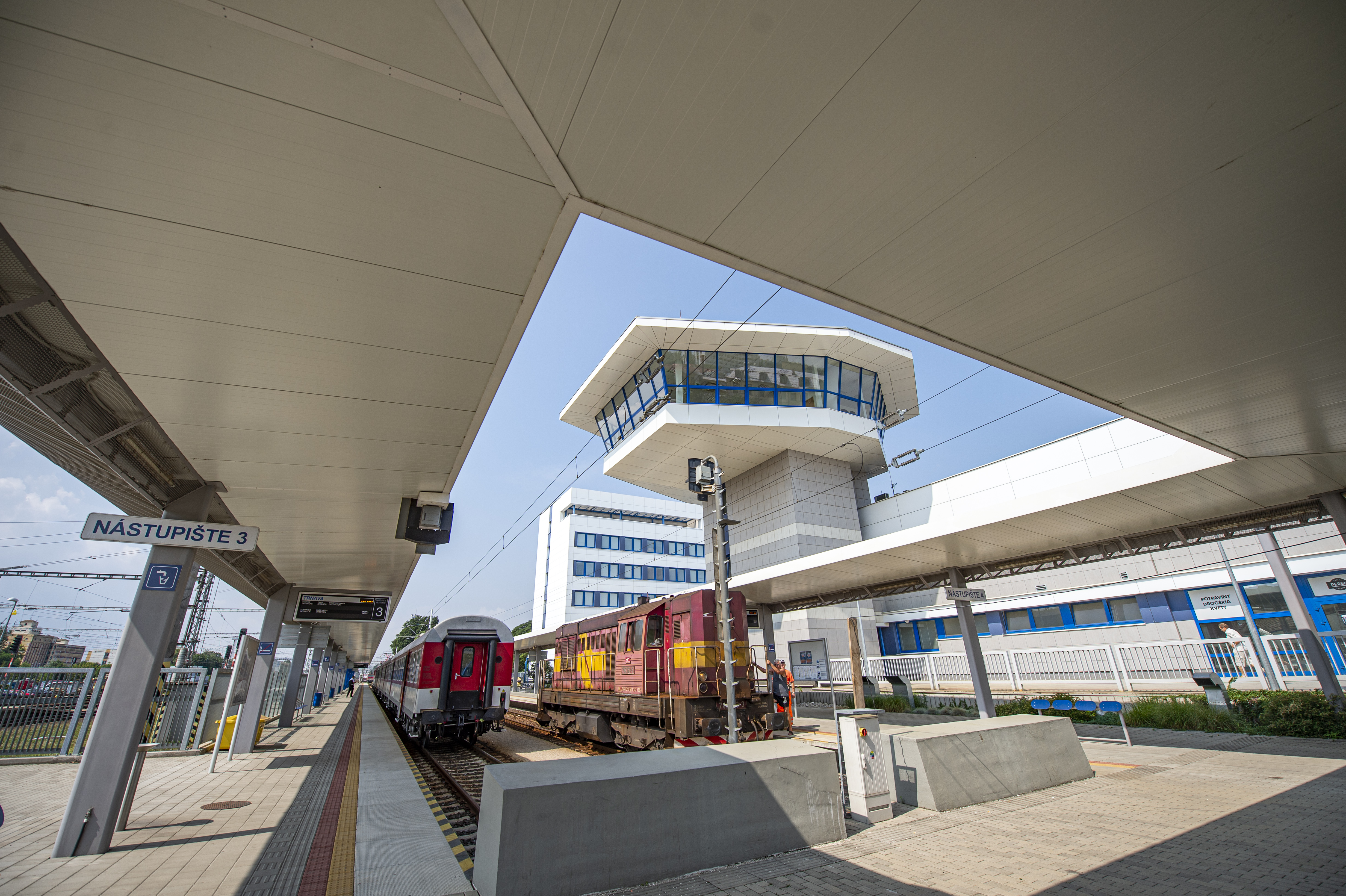
頭端式ホーム

4面6線の高架駅。1,2番ホームが島式2面4線の120号線、133号線のホーム、3,4番線が頭端式2面2線の116号線ホームである。
| ホーム | のりば | 路線    | 方向   | 行先               | 備考                     |
| ------ | ------ | ------- | ------ | ------------------ | ------------------------ |
| 1      | 106    | 120号線 | 西方向 | ブラチスラヴァ方面 | 大部分の列車が発車。     |
| 1      | 104    | 120号線 | 西方向 | ブラチスラヴァ方面 | 一部快速・普通のみ発車。 |
| 1      | 104    | 133号線 | 南方向 | ガランタ方面       | 平日の一日1本のみ        |
| 1      | 104    | 116号線 | 北方向 | クーティ方面       | 一日1本のみ              |
| 2      | 103    | 120号線 | 東方向 | コシツェ方面       | 全列車が発車。           |
| 2      | 105    | 133号線 | 南方向 | ガランタ方面       | 大部分の列車が発車。     |
| 2      | 105    | 120号線 | 西方向 | ブラチスラヴァ方面 | 早朝の一部普通のみ発車。 |
| 3      |        | 116号線 | 北方向 | クーティ方面       | 大部分の列車が発車。     |
| 4      |        | 116号線 | 北方向 | クーティ方面       | 大部分の列車が発車。     |

### ダイヤ
通常は、1番ホームが120号線ブラチスラヴァ方面、2番ホームが120号線コシツェ方面および133号線、3,4番ホームが116号線の発車ホームとなっている。特に133号線は120号線のブラチスラヴァ方面と接続するダイヤとなっており、ブラチスラヴァ→トルナヴァ→ガランタ方向は同一ホームでの接続となっている。

## 隣の駅
スロバキア国鉄
116号線
普通
トルナヴァ郊外駅 - トルナヴァ駅
120号線
超特急「レギオジェット」
ブラチスラヴァ中央駅 - トルナヴァ駅 - トレンチーン駅
特急「リーフリク」、「区間リフリーク」
ブラチスラヴァ・ヴィノフラディ駅（一部ペジノク駅） - トルナヴァ駅 - レオポルドフ駅
快速「レギオナルエクスプレス」
シェンクヴィツェ駅（一部ペジノク駅） - トルナヴァ駅 - レオポルドフ駅
普通
チーフェル駅 - トルナヴァ駅 - ブレストヴァニ駅
133号線
普通
トルナヴァ駅 - クリジョヴァニ・ナド・ドゥドヴァーホム駅

## その他
1892年から1910年まで、作曲家コダーイ・ゾルターンの父、コダーイ・フリジェシュが駅長を務めていた。